# Babanguel
Babanguel est un village situé dans la région du nord du Cameroun au sein du département de la Bénoué (dont le chef-lieu est Garoua), entre le 9° 60' Nord et 13° 71' Est. Le village de Babanguel est l’un des 61villages de la commune de Pitoa.

## Milieu biophysique

### Climat
A l'instar de sa commune, Babanguel bénéficie d'un climat du type Soudano-Sahélien, caractérisé par une saison sèche qui dure 6 mois et une saison de pluies allant de Mai à octobre avec de grandes irrégularités.

### Ressources naturelles
Tous les villages de la commune sont situés sur une zone de polyculture.

## Milieu humain

### Populations
Les données issues du Plan Communal de Développement (Mai 2015) de la commune de Pitoa, fait état d’une population de 1 937 habitants au sein du village de Babanguel (soit près de  1,65% de la population de la commune). La population de Babanguel se caractérise par une prédominance des femmes et des enfants de moins de 5 ans (515 femmes et 648 enfants de moins de 5 ans contre 480 hommes et 294 jeunes de moins de 16 ans)

## Activités économiques

### Agriculture
Tous les villages de la commune de Pitoa font face à une baisse de la compétitivité agricole. Pour résoudre ce problème, le Plan Communal de Développement (Mai 2015) prévoit entre autres d’aménager et sécuriser 10 ha de superficies agricoles dans le village de Babanguel et de le doter d'un magasin de stockage.

### Élevage
L’activité d’élevage à Babanguel est à l’image de celle de l’agriculture, marquée par une faiblesse de production animale et halieutique.  Afin de redresser cette situation, le Plan Communal de Développement (Mai 2015) de la commune envisage entre autres de : délimiter et matérialiser 80 ha zones de pâturages dans les localités de Mbara, Babaye, Babanguel et rendre opérationnel le couloir à betail de 80 km : Torroye-Ram Bapoussi-Mayo Lebbri 1-Babanguel.